# Thomas Arundel
Thomas Arundel (Arundel, 1353 – Londres, 19 de fevereiro de 1414) foi um estadista inglês e Arcebispo da Cantuária, que ajudou os opositores do rei Ricardo II. Durante o reinado de Henrique IV, Arundel reprimiu vigorosamente os lollardos.

## Juventude
Arundel era o filho mais jovem de Ricardo Fitzalan, 3.º Conde de Arundel com sua segunda esposa, Eleanor de Lancaster, filha de Henrique Plantageneta, Conde de Lancaster. Sua família era antiga e influente, e quando Thomas entrou para a Igreja o seu favoritismo foi rápido.

## Carreira eclesiástica
Em 1373, Arundel se tornou arquidiácono de Taunton, nomeado bispo de Ely em 13 de agosto do mesmo ano e consagrado em 9 de abril de 1374, em Oxford. Durante os primeiros anos do reinado do rei Ricardo II esteve associado com o partido político liderado por Tomás, Duque de Gloucester, Henrique, Conde de Derby, mais tarde Henrique IV, e seu irmão Ricardo, Conde de Arundel. Em 1386 foi enviado juntamente com o Duque de Gloucester para Eltham a fim de convencer seu irmão Ricardo a voltar para o Parlamento. Esta missão foi bem sucedida, e Arundel foi nomeado Lorde Chanceler em substituição a Michael de la Pole, 1.º Conde de Suffolk, e ajudou a celebrar a paz entre o rei e os partidários da comissão de regência.
Em 3 de abril de 1388, Arundel foi nomeado Arcebispo de Iorque e confirmado em 13 de junho por Urbano VI, num momento em que Ricardo II estava, de fato, afastado do governo, e quando Ricardo se declarou maior de idade, em 1389, e pode reivindicar o direito de governar em seu próprio nome, Arundel pediu exoneração do seu cargo de chanceler, ao qual, no entanto, retornou em 1391. Durante seu segundo mandato nesse cargo, removeu os tribunais de justiça de Londres para Iorque, mas logo eles foram trazidos de volta para a metrópole. Em 25 de setembro de 1396, foi transferido de Iorque para a Cantuária, sendo confirmado em 24 de novembro, e, novamente, renunciou ao cargo de chanceler.
Começou sua nova administração, agora como Arcebispo da Cantuária, com uma vigorosa tentativa de fazer valer os seus direitos, alertando os cidadãos de Londres para não reterem o dízimo, e decidiu apelar dos acórdãos realizados por seus bispos sufragâneos durante uma visita completa a sua província. Em novembro de 1396, oficiou o casamento de Ricardo II e Isabella, filha de Carlos VI da França. Em julho de 1397, porém, sua sorte teve uma mudança brusca, no período do reinado de Ricardo II que os historiadores qualificam de "tirânico". O rei mandou prender seus amigos, o Duque de Gloucester, o Conde de Warwick e seu irmão, o Conde de Arundel. O que motivou Ricardo a ordenar as prisões, não ficou totalmente claro. Apesar de uma crônica sugerir que estivesse sendo planejado por eles um golpe de Estado contra o rei, não há qualquer evidência de que este fosse o caso. O mais provável é que Ricardo tenha simplesmente se sentido forte o suficiente para retaliar de forma segura contra estes três homens por suas ações em eventos de 1386-1388, que magoaram profundamente o rei, e eliminá-los como uma ameaça ao seu poder. Seu irmão foi o primeiro dos três a ser levado a julgamento, no parlamento de setembro de 1397. Após uma discussão acalorada com o rei, ele foi condenado e executado. Gloucester estava sendo mantido prisioneiro pelo Conde de Nottingham em Calais, enquanto aguardava o julgamento. Quando o tempo do julgamento se aproximou, Nottingham trouxe a notícia de que Gloucester estava morto. É provável que o rei ordenou que ele fosse morto para evitar a desgraça da execução de um príncipe de sangue. Warwick também foi condenado à morte, mas, sua vida foi poupada e a pena transformada em prisão perpétua.
Após a prisão de Gloucester, Warwick e Arundel, o arcebispo foi cassado pela Câmara dos Comuns com o consentimento do rei, embora Ricardo, que ainda não tinha revelado o real motivo de tamanha hostilidade, desse-lhe esperança de segurança. Ele foi acusado de ajudar a adquirir a prática de regência, em derrogação da autoridade real, e a sentença de banimento foi aprovada, sendo lhe dado o prazo de quarenta dias para deixar o reino. No final de 1397, Thomas Arundel partiu para Florença, e o Papa Bonifácio IX, a pedido urgente do rei, o transferiu para a diocese de St Andrews, na Escócia, um passo que o Papa depois confessou ter-se arrependido amargamente. Esta transferência praticamente privou Arundel de toda a autoridade, uma vez que St Andrews durante o Grande Cisma reconheceu o Papa em Avignon, já tinha um bispo no lugar e, provavelmente, nunca aceitaria ele, mesmo em tempos de paz. Thomas Arundel, pouco tempo depois, associou-se a seu companheiro de exílio Henry Bolingbroke, mas não retornou para a Inglaterra antes de 1399. Desembarcou com Henrique em Ravenspurn, e o acompanhou em direção ao oeste. Retomou o seu posto de Arcebispo da Cantuária, assistiu à abdicação de Ricardo II na Torre de Londres, conduziu o novo rei, Henrique IV, ao seu trono na presença dos seus pares, e o coroou em 13 de outubro de 1399.

## Oposição aos lollardos
O principal trabalho de seus últimos anos, foi a defesa da Igreja, e a supressão da heresia. Arundel foi um opositor veemente dos lollardos, os seguidores de John Wycliffe, que em seu tratado de 1379 De Eucharistia se opôs ao dogma de Transubstanciação.
O rei Henrique IV aprovou o estatuto De Heretico Comburendo em 1401, que explicava em seu preâmbulo, que era dirigido contra uma determinada seita nova "que interpretava odiosamente os sacramentos e usurpava o ofício da pregação". Dava poderes aos bispos para efetuarem prisões, interrogar os infratores e entregar às autoridades seculares aqueles que recaíssem no erro ou se recusassem a abjurar. Os condenados eram para ser queimados "em um lugar alto" diante do povo. Este ato foi provavelmente aprovado pelo autoritário Arundel. Seu cumprimento foi imediatamente seguido pela queima de William Sawtrey, pároco da igreja de Santa Margarida, King's Lynn. Ele já havia anteriormente abjurado mas teve uma recaída, e agora se recusava declarar sua crença na transubstanciação, ou a reconhecer a autoridade da Igreja. Resistiu à tentativa do parlamento de 1404 de invalidar uma doação à Igreja, mas não conseguiu induzir o rei Henrique a perdoar o arcebispo Scrope e livrá-lo da execução em 1405.
Em 1407, Arundel se tornou Lorde Chanceler, pela quarta vez, e em 1408 convocou um concílio em Oxford, que elaborou constituições contra os lollardos. Estas ele publicou em janeiro de 1409, e entre elas estava uma proibindo a tradução da Bíblia para o inglês, sem o consentimento do bispo da diocese, ou de um sínodo provincial, regulava também a pregação, o uso das Escrituras, e a educação teológica nas escolas e nas universidades. Em 1410, um corpo de censores de Oxford condenou 267 proposições coletadas dos escritos de Wycliffe. Estas medidas diferentes parecem ter sido bem sucedidas, pelo menos na visão do clero, e o Lollardismo passou a ser cada vez mais um movimento de leigos, muitas vezes relacionado com o descontentamento político.
Em 1411 foi nomeado para uma embaixada no exterior, e em 1412 tornou-se novamente Chanceler. Seu retorno ao poder foi acompanhado por uma mudança na política externa de Henrique IV. Em 1397 tinha reivindicado o seu direito de inspecionar a Universidade de Oxford, mas a disputa permaneceu sem solução até 1411, quando uma bula pontifícia foi emitida pelo Papa João XXIII, mencionando uma anterior emitida pelo Papa Bonifácio IX, que havia isentado a universidade de autoridade do arcebispo.
A pena de morte foi raramente aplicada. Até 1410, já não havia mais lollardos executados. A Revolta de Oldcastle em 1414 viu uma minoria de setenta ou menos que foram enforcados e também queimados. Depois disso, as execuções foram novamente poucas até o período Tudor. Arundel teve um acidente vascular cerebral que o deixou incapacitado de falar. Henrique V, que tinha relações não muito amigáveis com Arundel, nomeou Henry Chichele para o seu lugar.
Arundel morreu em 19 de fevereiro de 1414 e foi sepultado na Catedral de Cantuária.